# Vägstarr
Vägtarr (Carex praticola) är en flerårig gräslik växt inom släktet starrar och familjen halvgräs. Vägtarr växer tuvad och dess strån är smala, upptill veka och något nickande. De platta bladen blir från en till två mm breda och kortare än stråna. axsamlingen är tät och innehåller från fyra till sju ax som är 6 till 16 mm långa. De glansigt brunaktiga axfjällen är äggrunda, trubbiga och har hinnartade kanter. De blekgröna till brunaktiga fruktgömmena blir från 4,5 till 6,5 mm, är smalt vingade och har få nerver på ryggsidan. Fruktgömmet har även en lång näbb som är fint tandad, utom på yttersta spetsen. Vägtarr blir från 25 till 60 cm hög och blommar i juni.

## Utbredning
Vägstarrens naturliga hemvist är i Nordamerika.
I Norden är den mycket sällsynt men kan återfinnas på frisk mark, såsom vägdiken och vägslänter. Dess utbredning i Norden begränsas till ett litet område i Östergötland i Sverige, vilket beror på att den är nyligen inkommen med frö. 
- Referens: Den nya nordiska floran ISBN 91-46-17584-9